# Werner Kohlert
Werner Kohlert (* 31. Juli 1939 in Pirna) ist ein deutscher Kameramann und Dokumentarfilmregisseur.

## Leben
Werner Kohlert experimentierte bereits in seiner Jugend im Amateurfilmstudio in seiner Heimatstadt Pirna. Nach einer Lehre als Filmfotograf im DEFA-Kopierwerk in Ost-Berlin wurde er Kameraassistent im Dresdner DEFA-Studio für Trickfilme. Ab 1962 studierte er an der Deutschen Hochschule für Filmkunst in Babelsberg. In seinem Diplomfilm als Kameramann Memento von Karlheinz Mund dokumentierten Kohlert und sein Kollege Christian Lehmann den Jüdischen Friedhof Berlin-Weißensee. Kohlert versuchte bewusst Leben in das Statische zu bringen und konnte damit überzeugen. Ab 1966 gehörte er als Kameramann dem DEFA-Studio für Dokumentarfilme an.
Die Produktionen des DEFA-Studios für Dokumentarfilme boten mehr Gestaltungsspielraum als das beim Fernsehen möglich war. Die meist 15 bis 30 Minuten langen Filme wurden auf 35-mm-Film gedreht und im Kino als Vorfilme gezeigt. Kohlert arbeitete mit namhaften Regisseuren wie Jürgen Böttcher zusammen, zum Beispiel an den Filmen Ein Vertrauensmann, Arbeiterfamilie und Wäscherinnen. Ab 1973 übernahm er neben der Kameraarbeit zunehmend auch Drehbuch und Regie. Den Schwerpunkt seines Schaffens bildet die deutsche Klassik.
Nach der politischen Wende wurde Kohlert von Konrad Weiß an das Landesfunkhaus Thüringen des Mitteldeutschen Rundfunks vermittelt. Kohlerts letzter Film Dresdner Interregnum 1991 sorgte im Herbst 2009 im Dresdner Programmkino Ost über Monate für ausverkaufte Vorstellungen. Der Film basiert auf über 6000 Meter Film, auf denen Kohlert im Oktober 1991 im Auftrag des Kulturamtes Dresden den damaligen Zustand der Stadt dokumentierte.
2019 veröffentlichten Werner Kohlert und Friedrich Pfäfflin das Buch Das Werk der Photographin Charlotte Joël. Porträts von Walter Benjamin bis Karl Kraus, von Martin Buber bis Marlene Dietrich über die jüdische Fotografin Charlotte Joël.

## Filmografie

### Kamera
- 1961: Die seltsame Historia von den Schiltbürgern
- 1962: Der verschwundene Helm
- 1963: Das Häschen und der Brunnen
- 1966: Memento
- 1967: Paul Dessau
- 1968: Vorwärts die Zeit
- 1967: Kandidaten
- 1967: Hydrobudowa
- 1968: Goldene Hochzeit
- 1968: Jubiläum einer Stadt – 750 Jahre Rostock
- 1968: Ein Vertrauensmann
- 1969: Treffen für den Weltfrieden Berlin 1969
- 1969: Mädchen im Netz (auch Drehbuch)
- 1970: Der Weg der roten Fahne
- 1969: Arbeiterfamilie
- 1970: Freundschaft – Kampfgemeinschaft – Solidarität
- 1970: Dialog mit Lenin
- 1970: Der Oktober kam...
- 1970–1975: 227 Beiträge zur Wochenschau Der Augenzeuge
- 1971: Song International
- 1972: Zum Beispiel Rewatex
- 1972: Wäscherinnen
- 1972: Davis-Report
- 1972: DDR-Magazin [Jg. 1972 / Nr. 23]
- 1972: DDR-Magazin [Jg. 1972 / Nr. 18]
- 1972: Fritz Cremer im 66. Jahr
- 1974: Erinnere dich mit Liebe und Haß
- 1976: Somalia – Nicht länger arm sein
- 1976: Somalia – Im Jahre 7 seiner Revolution
- 1976: Somalia – Die große Anstrengung (Kommentar zusammen mit Winfried Junge)
- 1976: In 7
- 1976: Großkochberg – Garten der öffentlichen Landschaft
- 1977: Freunde fern in Afrika
- 1977: Ein Weimarfilm
- 1978: Porzelliner
- 1977: DDR-Magazin [Jg. 1977 / Nr. 09]
- 1978: De Geyter – Geschichte eines Liedes
- 1979: All diese Feuer
- 1981: s´brennt – Lin Jaldati – Erinnerungen
- 1986: Spanien im Herzen – Hans Beimler und andere
- 1986: DEFA KINOBOX [Jg. 1986 / Nr. 52]
- 1986: DEFA KINOBOX [Jg. 1986 / Nr. 51]
- 1988: Verzeiht, daß ich ein Mensch bin. Friedrich Wolf. Fragen an seine Kinder. Erinnerungen von Zeitgenossen
- 2007: Arbeiterfamilie in Ilmenau (entstanden 1976)

### Regie, Drehbuch, Kamera
- 1975: Yuugen & Wabi
- 1977: Romantisch-pittoreske Reise durch Naturschönheiten der Sächsischen Schweiz
- 1977: Vom Bild des neuen Menschen
- 1979: Reparaturbrigade Zementwerk
- 1979: Der Friedenshetzer: Albert Einstein (Regie)
- 1981: Karl Friedrich Schinkel – Dem Baumeister zum 200. Geburtstag
- 1981: DEFA KINOBOX [Jg. 1981 / Nr. 05]
- 1982: Die italienische Reise von Johann Wolfgang von Goethe
- 1982: Der Maler Albert Ebert 1906 – 1976
- 1983: Holländer in Schwerin
- 1984: Ludwig Richter
- 1985: DEFA KINOBOX [JG. 1985 / Nr. 40]
- 1987: Bergmänner
- 1990: Wolfgang Amadeus Mozart – Dokumente seines Lebens
- 1990: Peter Joseph Lenné – Gärten, Parke, Landschaften
- 1993: Die Zeiten. Drei Jahrzehnte mit den Kindern von Golzow und der DEFA – Ein Film über einen Film (Kamera, Drehbuch)
- 1999: In der Ferne gegenwärtig – Johann Wolfgang von Goethe – Zum 250. Geburtstag
- 2001: Die Wartburg – Liebe, Glaube, Hoffnung
- 2002: Drei Frauen in Weimar
- 2003: Studieren in Dresden
- 2005: Friedrich Schiller – Ein wunderlicher, großer Mensch
- 2009: Dresdner Interregnum 1991